# Bakhtiyor Ashurmatov
Bakhtiyor Ashurmatov (Kokand, 25 marzo 1976) è un allenatore di calcio ed ex calciatore uzbeko, di ruolo difensore, tecnico del Turon Yaypan.

## Carriera

### Giocatore

#### Club
Ha cominciato la propria carriera nel MHSK Tashkent. Nel 1998 è passato al Paxtakor. Ha militato nel club per due stagioni, collezionando in totale 45 presenze e tre reti. Nel 2000 ha militato nel Do'stlik, collezionando 30 presenze e tre reti. Tornato al Paxtakor nel 2001, ha militato nel club per due stagioni, totalizzando 49 presenze e una rete. Nel 2003, dopo aver militato nello Spartak Vladikavkaz, si è trasferito al Torpedo-Metallurg. Nel 2004 è tornato per la terza volta in carriera al Paxtakor, ha militato nella squadra uzbeka per due stagioni, totalizzando 32 presenze e 4 reti. Nel 2005 è passato al Kryl'ja Sovetov. Con il club russo ha collezionato una sola presenza. Nel 2007 si è trasferito al Bunyodkor, club in cui ha militato per tre stagioni collezionando 44 presenze. Fra il 2010 e il 2011 ha militato nel Xorazm. Ha concluso la propria carriera nel 2012, dopo aver militato nel Lokomotiv Tashkent.

#### Nazionale
Ha debuttato in Nazionale l'11 ottobre 1997, in Uzbekistan-Giappone (1-1). Ha messo a segno la sua prima rete con la maglia della Nazionale il 9 giugno 2004, in Uzbekistan-Palestina (3-0), siglando la rete del momentaneo 1-0 nel sesto minuto del primo tempo. Ha partecipato, con la Nazionale, alla Coppa d'Asia 2000 e alla Coppa d'Asia 2004. È sceso in campo, inoltre, nelle qualificazioni ai mondiali 1998, 2002, 2006 e 2010 e nelle qualificazioni alla Coppa d'Asia 2004. Ha collezionato in totale, con la maglia della Nazionale, 54 presenze e una rete, risultando fra i calciatori con il maggior numero di presenze con la nazionale uzbeka.

### Allenatore
Terminata la propria carriera da calciatore, nel 2012 ha iniziato il percorso da allenatore alla guida del Guliston. Nel settembre 2013 ha rassegnato le proprie dimissioni dall'incarico. Nel gennaio 2014 ha assunto la guida tecnica del Navbahor Namangan. Il 18 febbraio 2015 è diventato commissario tecnico della Nazionale Under-23 uzbeka. Ha mantenuto l'incarico fino al successivo 23 giugno. Il 30 gennaio 2016 è divenuto tecnico dell'Andijon. Il successivo 13 giugno ha lasciato l'incarico. Nel 2017 è diventato tecnico del Buxoro. Il 4 giugno 2018 è stato ufficializzato il suo ingaggio da parte dell'AGMK Olmaliq. Il 22 dicembre 2018 ha lasciato l'incarico. Quattro giorni dopo, il 26 dicembre 2018, è diventato allenatore del Buxoro, tornando così nel club dopo l'esperienza dell'anno precedente. Il 15 maggio 2019 si è dimesso dall'incarico. Dal 27 giugno al 29 luglio 2019 è stato tecnico ad interim del Surchan Termez. Il 9 dicembre 2019 ha firmato un contratto con il Qo'qon 1912. Il 3 giugno 2022 si è dimesso. Il 9 ottobre 2022 il Turon Yaypan ne ha ufficializzato l'ingaggio.

## Palmarès

### Giocatore

#### Competizioni nazionali
- Campionato uzbeko: 6

Paxtakor: 1998, 2004, 2005
Do'stlik: 2000
Bunyodkor: 2008, 2009
- Coppa dell'Uzbekistan: 4

Paxtakor: 2004, 2005
Do'stlik: 2000
Bunyodkor: 2008